# Mohamed Achergui
Mohamed Achargui est un juriste marocain né en 1949 à Nador. Il a été nommé le 8 juillet 2008 président du conseil constitutionnel par le roi du Maroc Mohammed VI.

## Parcours professionnel et politique
Titulaire d’un doctorat d'État en Droit public (1985), d’un DES en Sciences politiques (1981), il a occupé plusieurs postes, dont celui de conseiller au Cabinet du ministre des Finances (1989-1995), chargé de mission auprès du Directeur général du groupe OCP (1995-2001) et Procureur général du Roi près la Cour des comptes, poste qu’il a occupé jusqu’à sa nomination en qualité du président du conseil constitutionnel.